# Обыкновенная короткохвостая бурозубка
Обыкновенная короткохвостая бурозубка (лат. Blarina brevicauda) — мелкое млекопитающее семейства землеройковых (Soricidae), обитающее в Северной Америке.
Вид распространён в Канаде и США. Обитает в лиственных лесах с глубоким лиственным покровом и обилием пищи.
Длина тела от 108 до 140 мм, из которых от 18 до 32 мм хвост, вес от 15 до 30 граммов. Имеет небольшой половой диморфизм в размерах, самцы немного больше. Мех сверху густой и бархатистый, может быть чёрным, коричнево-чёрным или серебристо-серым, мех на брюшной стороне немного светлее и более серый.
Гнёзда устраивает под брёвнами, пнями или под землёй. Размножается в основном с начала февраля или марта по сентябрь. Беременность длится три недели, а размер помёта составляет от 3 до 10, в среднем 4—6 детёнышей. Потомство сосёт молоко 25 дней, становится половозрелым в течение одного-двух месяцев.

## Ядовитость
Обыкновенная короткохвостая бурозубка относится к очень немногочисленным видам ядовитых млекопитающих. Подчелюстные слюнные железы вырабатывают ядовитую слюну, протоки с  которой выходят у основанию нижних передних резцов. Резцы снабжены канавками. Укус смертелен для животных размером приблизительно с бурозубку и более мелких, для человека болезнен. Токсин очень похож на токсин мексиканского ядозуба.